# الجولة الكبرى

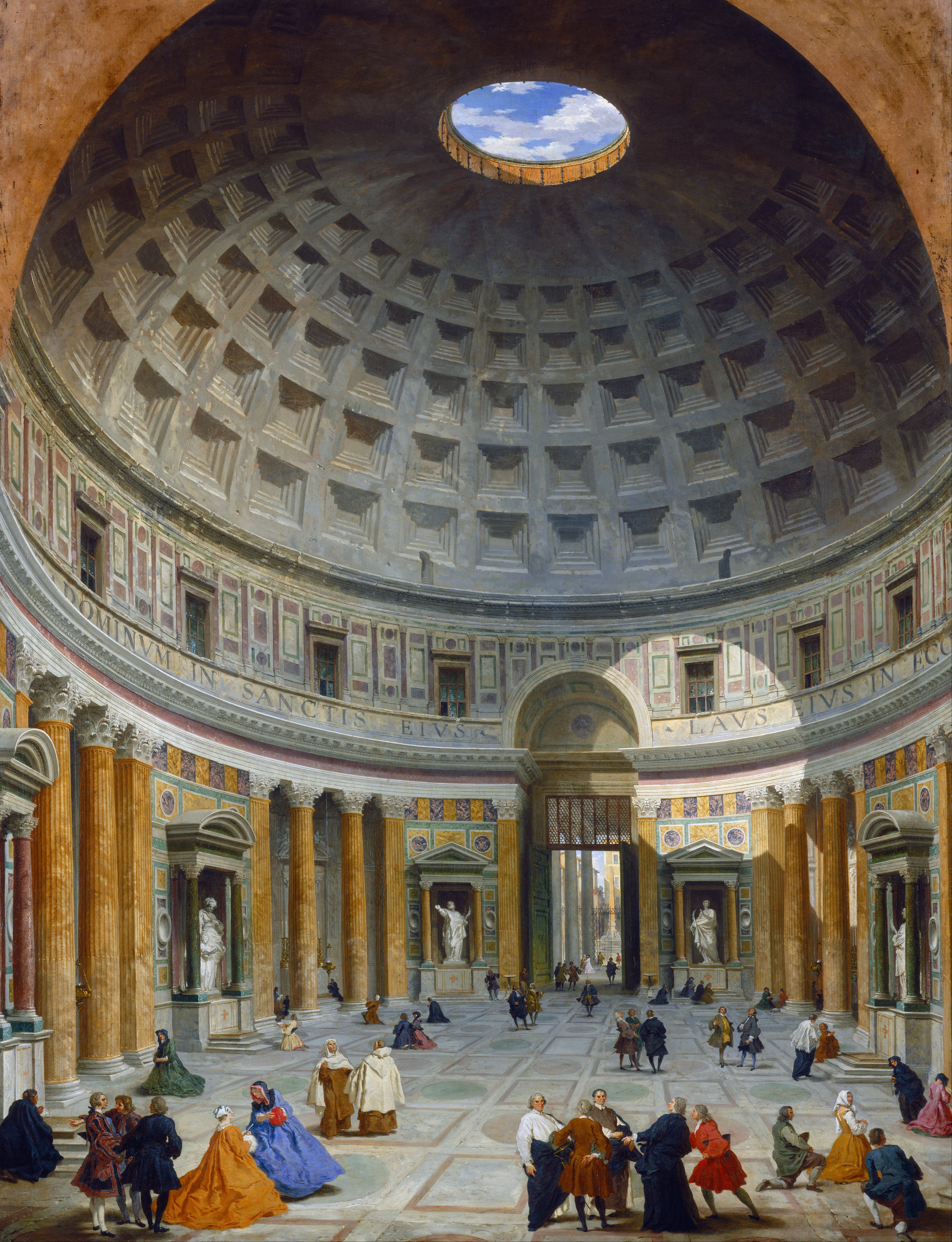
الجزء الداخلي من البانثيون في القرن الثامن عشر من رسم جيوفاني باولو بانيني

كانت الجولة الكبرى تقليدًا في القرنين السابع عشر والثامن عشر تتمحور حول القيام برحلة عبر أوروبا. كان يقوم بهذه الرحلة رجال أوروبيون من الطبقة العليا يتمتعون بوسائل ورواتب كافية (عادة برفقة مرافق، مثل أحد أفراد الأسرة) عندما يبلغون سن الرشد (حوالي 21 سنة).
هذه العادة - التي ازدهرت من حوالي عام 1660 حتى ظهور النقل بالسكك الحديدية على نطاق واسع في أربعينيات القرن التاسع عشر وارتبطت بمسار نموذجي - كانت بمثابة طقوس عبور. على الرغم من أن جولة الكبرى مرتبطة أساسا بالنبلاء البريطانيين والأثرياء وطبقة النبلاء، غير أن الشبان الأثرياء من دول أوروبا الشمالية البروتستانتية قاموا بهذا الرحلة.
بحلول منتصف القرن الثامن عشر، أصبحت الجولة الكبرى سمة منتظمة للتعليم الأرستقراطي في أوروبا الوسطى أيضًا، على الرغم من أنها كانت مقصورة على طبقة النبلاء الأعلى. تراجع التقليد مع تضاؤل الحماس للثقافة الكلاسيكية الجديدة، ومع ظهور السفر بالسكك الحديدية والباخرة - وهو العصر الذي جعل من جولة توماس كوك مثال للسياحة الجماعية.
تكمن القيمة الأساسية للجولة الكبرى في تعرف المجتمع الأرستقراطي الأوروبي على الإرث الثقافي الكلاسيكي وإرث عصر النهضة، والمجتمع الأرستقراطي المهذب في القارة الأوروبية. بالإضافة إلى ذلك، فقد أتاح الفرصة الوحيدة لعرض أعمال فنية محددة، وربما الفرصة الوحيدة لسماع موسيقى معينة.
يمكن أن تستمر الجولة الكبرى من عدة أشهر إلى عدة سنوات. كانت تُجرى بشكل شائع برفقة مرشدين أو مدرسين.
في جوهرها، لم تكن الجولة الكبرى حجًا علميًا ولا دينيا، على الرغم من أن الإقامة الممتعة في البندقية والإقامة في روما كانت ضرورية. اتبع السائحون الكاثوليك نفس الطرق التي اتبعها البروتستانتيون. منذ القرن السابع عشر، كانت جولة إلى مثل هذه الأماكن تعتبر ضرورية أيضًا للفنانين الناشئين لفهم تقنيات الرسم والنحت المناسبة.
في روما، كان الأثريون مثل توماس جنكينس تجار اثار أيضًا وكانوا قادرين على البيع وتقديم المشورة بشأن شراء التماثيل الاثرية الرخامية. وشاعت العملات المعدنية والميداليات، التي شكلت هدايا تذكارية محمولة ودليل رجل محترم للتاريخ القديم. قام بومبيو باتوني بعمل مهنة في رسم الميلوردي الإنجليزي الذي يتم رسمه بين الآثار الرومانية. واصل الكثيرون طريقهم إلى نابولي، حيث شاهدوا أيضًا هيركولانيوم وبومبي، لكن قلة منهم غامروا بعيدًا في جنوب إيطاليا، وأقل منهم ذهبوا إلى اليونان، التي كانت لا تزال تحت الحكم التركي.

## التاريخ
كانت روما لقرون عديدة وجهة الحجاج، خاصة خلال اليوبيل عندما زار رجال الدين الأوروبيون الكنائس السبع للحجاج في روما.
في بريطانيا، كان كتاب سفر توماس كوريات عام 1611، الذي نُشر خلال هدنة اثني عشر عامًا، تأثيرًا على الجولة الكبرى، لكنه كان الجولة الأكثر شمولاً عبر إيطاليا بقدر ما قام به جامع نابولي. إيرل أروندل، مع زوجته وأطفاله في 1613-1614، والتي شكلت أهم سابقة.
بدأت أعداد أكبر من السياح جولاتهم بعد سلام مونستر عام 1648. وفقًا لقاموس أكسفورد الإنجليزي، فإن أول استخدام مسجل للمصطلح كان ريتشارد لاسلز (1603-1668)، وهو كاهن كاثوليكي مغترب، في كتابه رحلة إيطاليا، الذي نُشر بعد وفاته في باريس عام 1670 ثم اعيد نشره في لندن.  أدرجت مقدمة لاسلز أربعة أنواع من السياح قدم فيها المسافر المفكر، والاجتماعي، والأخلاقي، والسياسي.

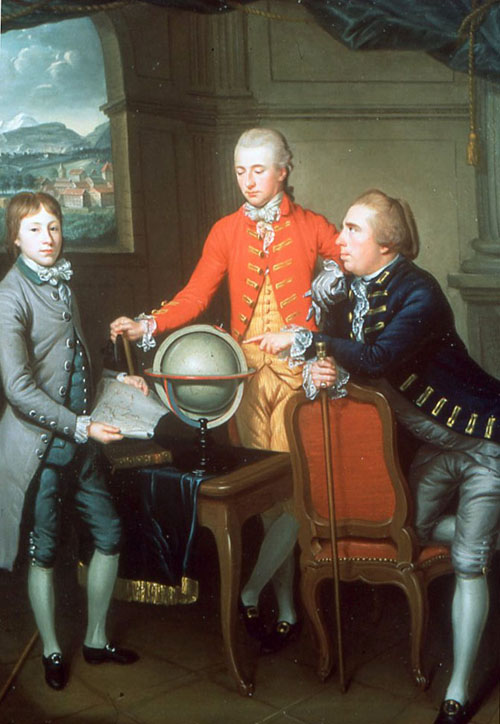
صورة لدوغلاس، دوق هاميلتون الثامن، في جولته الكبرى مع طبيبه الدكتور جون مور وابن الأخير جون. منظر لجنيف في المسافة التي مكثوا فيها لمدة عامين. رسمها جان بريودوم عام 1774.

كانت فكرة السفر من أجل الفضول والتعلم فكرة متطورة في القرن السابع عشر. مع مقال جون لوك عن الفهم البشري (1690)، قيل، أن المعرفة تأتي من الحواس الخارجية، وأن ما يعرفه المرء يأتي من المحفزات الجسدية التي يتعرض لها المرء. وبالتالي، يمكن للمرء أن «يستهلك» البيئة، ويأخذ منها كل ما تقدمه، ويتطلب تغيير المكان. لذلك، كان السفر ضروريًا للإنسان لتطوير العقل وتوسيع المعرفة بالعالم.
عندما كان شابًا في بداية روايته عن جولة كبرى متكررة، لاحظ المؤرخ إدوارد جيبون أنه "وفقًا لقانون العرف، وربما المنطق، فإن السفر إلى الخارج يكمل تعليم الرجل إنجليزي.
قدمت الجولة الكبيرة تعليمًا ليبراليًا وفرصة لاكتساب خبرات غير متوفرة في بلاد المنشأ ما يمنح المسافر جوًا من الإنجاز والهيبة. يعود السائحون الكبار بصناديق مليئة بالكتب والأعمال الفنية والأدوات العلمية والمصنوعات الثقافية - من صناديق السعوط وأثقال الورق إلى المذابح والنوافير والتماثيل - ليتم عرضها في المكتبات والحدائق والمعارض التي بنيت خصيصا لهذا الغرض. أصبحت زخارف الجولة الكبرى، وخاصة صور المسافر المرسومة في أماكن اثرية، شعارات ثقافية شائعة .
سخر منتقدو الجولة الكبرى من افتقارها إلى المغامرة. قال أحد النقاد في القرن الثامن عشر: «إن الرحلة في أوروبا شيء تافه»، «إنها فكرة مروّضة وموحدة وغير متباينة». قيل إن الجولة الكبرى تعزز الأفكار المسبقة القديمة والأحكام المسبقة حول الخصائص الوطنية

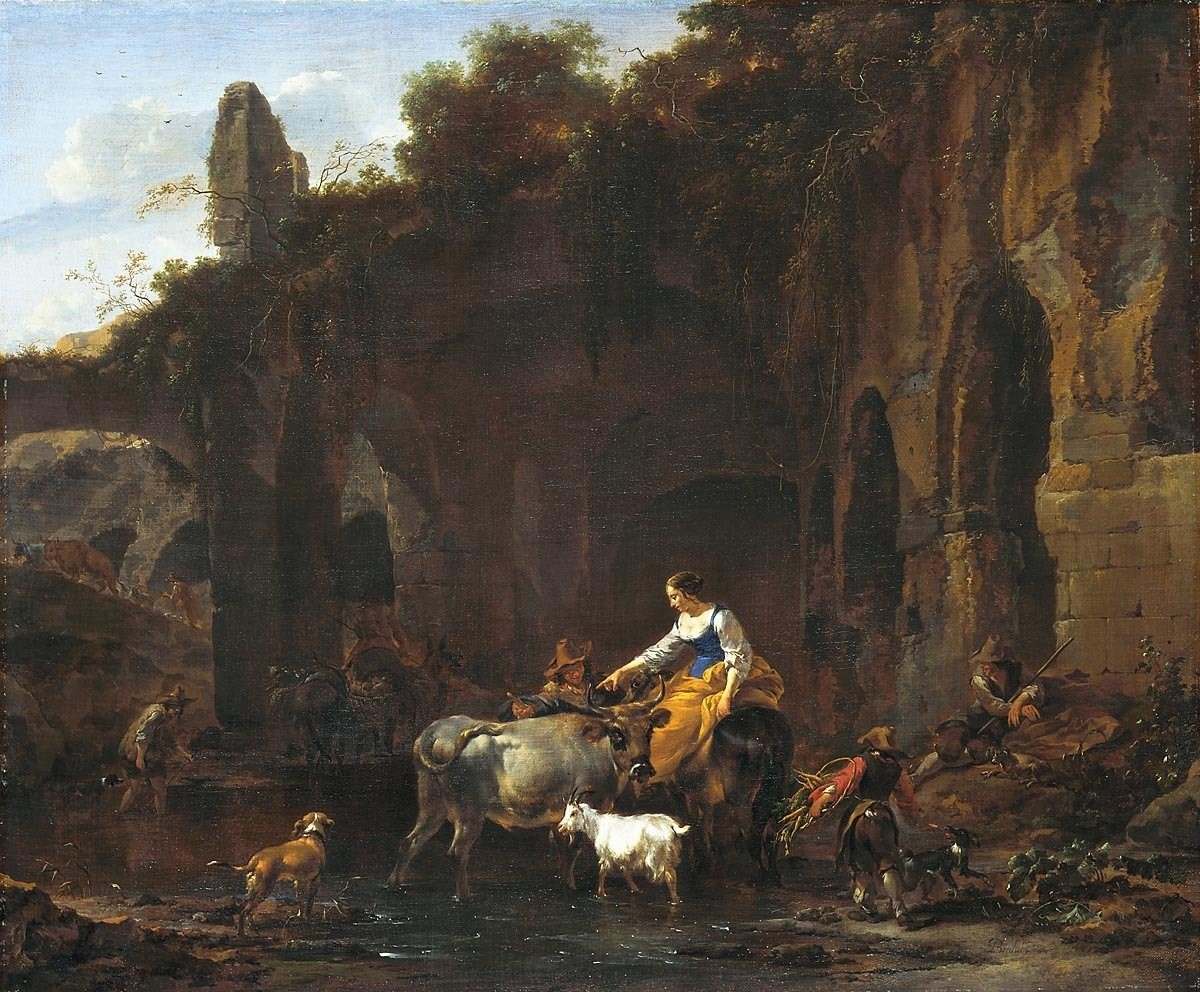
وجد الشماليون التناقض بين الآثار الرومانية والفلاحين المعاصرين في Roman Campagna درسًا تعليميًا في الغرور (رسم نيكولاس بيترشيم، 1661، موريتشيس)

وتجدر الإشارة أيضًا إلى أن الجولة الكبرى لم تعزز الصور النمطية للبلدان التي تمت زيارتها فحسب، بل أدت أيضًا إلى ديناميكية التباين بين شمال وجنوب أوروبا. من خلال تصوير إيطاليا باستمرار على أنها «مكان خلاب»، قام المسافرون أيضًا دون وعي منهم بإهانة إيطاليا باعتبارها مكانًا للتخلف. ينعكس هذا التدهور اللاواعي بشكل أفضل في أبيات لامارتين الشهيرة التي تُصوَّر فيها إيطاليا على أنها «أرض الماضي... حيث ينام كل شيء».
بعد ظهور النقل بالبخار حوالي عام 1825، استمرت العادة في الجولة الكبرى لكنها كانت ذات فرق نوعي - أرخص في القيام بها، وأكثر أمانًا، وأسهل، متاحة لأي شخص. خلال معظم القرن التاسع عشر، قام معظم الشباب المتعلمين المتميزين بالجولة الكبرى. في وقت لاحق، أصبح من المألوف ترحال الشابات أيضًا.
لم يكن المسافرون البريطانيون وحدهم يشاركون في الجولة الكبرى. منذ منتصف القرن السادس عشر أنشئئت الجولة الكبرى كوسيلة مثالية لإنهاء تعليم الشباب في بلدان مثل الدنمارك وفرنسا وألمانيا وهولندا وبولندا والسويد. على الرغم من ذلك، كان الجزء الأكبر من الأبحاث التي أجريت في الجولة الكبرى على عاتق المسافرين البريطانيين.

## حواشي
1. ↑  Anthony Wood [الإنجليزية] reported that the book was "esteemed the best and surest Guide or Tutor for young men of his Time." see Edward Chaney, "Richard Lassels", قاموس السير الوطنية, and idem, The Grand Tour and the Great Rebellion (Geneva, 1985)

### اسثهادات
1. ↑  "Pilgrimages". Newadvent.org. مؤرشف من الأصل في 2021-02-11. اطلع عليه بتاريخ 2012-07-20.
2. ↑  E. Chaney, The Evolution of the Grand Tour, 2nd ed. (2000) and idem, Inigo Jones's "Roman Sketchbook", 2 vols (2006) نسخة محفوظة 2017-04-24 على موقع واي باك مشين.
3. ↑  E. Chaney, "Gibbon, Beckford and the Interpretation of Dreams, Waking Thoughts and Incidents", The Beckford Society Annual Lectures (London, 2004), pp. 25–50.
4. ↑  E. Chaney, The Evolution of English Collecting
5. ↑  Bohls & Duncan (2005)
6. ↑  Nelson Moe, "Italy as Europe's South", in The View from Vesuvius, Italian Culture and the Southern Question, University of California Press, 2002
7. ↑  Johann Wolfgang von Goethe, Italy Journey
8. ↑  Grand Tour : adeliges Reisen und europäische Kultur vom 14. bis zum 18. Jahrhundert : Akten der internationalen Kolloquien in der Villa Vigoni 1999 und im Deutschen Historischen Institut Paris 2000. Babel, Rainer, 1955-, Paravicini, Werner. Ostfildern: Thorbecke. 2005. ISBN:3799574549. OCLC:60520500.{{استشهاد بكتاب}}:  صيانة الاستشهاد: آخرون (link)
9. ↑  Anna.، Frank-van Westrienen (1983). De groote tour : tekening van de educatiereis der Nederlanders in de zeventiende eeuw. Amsterdam: Noord-Hollandsche Uitgeversmaatschappij. ISBN:044486573X. OCLC:19057035.

### منشورات مراجع عامة
- Elizabeth Bohls and Ian Duncan, ed. (2005). Travel Writing 1700–1830 : An Anthology. Oxford University Press. (ردمك 0-19-284051-7)
- James Buzard (2002), "The Grand Tour and after (1660–1840)", in The Cambridge Companion to Travel Writing. (ردمك 0-521-78140-X)
- باول فوسيل (1987), "The Eighteenth Century and the Grand Tour", in The Norton Book of Travel, (ردمك 0-393-02481-4)
- Edward Chaney (1985), The Grand Tour and the Great Rebellion: Richard Lassels and 'The Voyage of Italy' in the seventeenth century(CIRVI, Geneva-Turin, 1985.
- Edward Chaney (2004), "Richard Lassels": entry in the Oxford Dictionary of National Biography.
- Edward Chaney, The Evolution of the Grand Tour: Anglo-Italian Cultural Relations since the Renaissance (Frank Cass, London and Portland OR, 1998; revised edition, Routledge 2000). (ردمك 0-7146-4474-9).
- Edward Chaney ed. (2003), The Evolution of English Collecting (Yale University Press, New Haven and London, 2003).
- Edward Chaney and Timothy Wilks, The Jacobean Grand Tour: Early Stuart Travellers in Europe (I.B. Tauris, London, 2014). (ردمك 978 1 78076 783 3)
- Lisa Colletta ed. (2015), The Legacy of the Grand Tour: New Essays on Travel, Literature, and Culture (Fairleigh Dickinson University Press, London, 2015). (ردمك 978 1 61147 797 9)
- Sánchez-Jáuregui-Alpañés, Maria Dolores, and Scott Wilcox. The English Prize: The Capture of the Westmorland, An Episode of the Grand Tour. New Haven, CT: Yale University Press, 2012. (ردمك 978-0300176056).
- Stephens, Richard. A Catalogue Raisonné of Francis Towne (1739–1816) (London: Paul Mellon Centre, 2016), دُوِي:10.17658/towne.
- Geoffrey Trease, The Grand Tour (Yale University Press) 1991.
- Andrew Witon and Ilaria Bignamini, Grand Tour: The Lure of Italy in the Eighteenth-Century, Tate Gallery exhibition catalogue, 1997.
- Clare Hornsby (ed.) "The Impact of Italy: The Grand Tour and Beyond", British School at Rome, 2000.
- Ilaria Bignamini and Clare Hornsby, "Digging and Dealing in Eighteenth Century Rome" (Yale University Press, New Haven and London, 2010).
- Roma Britannica: Art Patronage and Cultural Exchange in Eighteenth-Century Rome, eds. D. Marshall, K. Wolfe and S. Russell, British School at Rome, 2011, pp. 147–70.
- Henry S. Belden III, Grand Tour of Ida Saxton McKinley and Sister Mary Saxton Barber 1869, (Canton, Ohio) 1985.